# 胡本荣
胡本荣（1923年—），男，广东鹤山人，中国药理学家，曾任中山医科大学教授、博士生导师。